# Кайлер (Нью-Йорк)
Кайлер (англ. Cuyler) — місто (англ. town) в США, в окрузі Кортленд штату Нью-Йорк. Населення — 908 осіб (2020).

## Демографія
Згідно з переписом 2010 року, у місті мешкало 980 осіб у 360 домогосподарствах у складі 252 родин. Було 442 помешкання
Расовий склад населення:
| - 95,8 % — білих - 0,7 % — азіатів - 0,4 % — корінних американців - 0,1 % — чорних або афроамериканців |

До двох чи більше рас належало 2,9 %. Частка іспаномовних становила 1,9 % від усіх жителів.
За віковим діапазоном населення розподілялося таким чином: 27,1 % — особи молодші 18 років, 61,1 % — особи у віці 18—64 років, 11,8 % — особи у віці 65 років та старші. Медіана віку мешканця становила 37,8 року. На 100 осіб жіночої статі у місті припадало 105,5 чоловіків;  на 100 жінок у віці від 18 років та старших — 101,7 чоловіків також старших 18 років.
Середній дохід на одне домашнє господарство  становив 66 653 долари США (медіана — 52 500), а середній дохід на одну сім'ю — 82 491 долар (медіана — 67 500). Медіана доходів становила 40 688 доларів для чоловіків та 37 981 долар для жінок. За межею бідності перебувало 18,3 % осіб, у тому числі 41,4 % дітей у віці до 18 років та 3,3 % осіб у віці 65 років та старших.
Цивільне працевлаштоване населення становило 355 осіб. Основні галузі зайнятості: освіта, охорона здоров'я та соціальна допомога — 24,8 %, виробництво — 11,0 %, науковці, спеціалісти, менеджери — 10,7 %.